# Psapharochrus borrei
Psapharochrus borrei är en skalbaggsart som först beskrevs av Dugès 1885.  Psapharochrus borrei ingår i släktet Psapharochrus och familjen långhorningar. Inga underarter finns listade i Catalogue of Life.